# Массовое убийство в Камышинском военном училище
Массовое убийство в Камышинском высшем военном командно-инженерном строительном училище произошло в ночь с 8 на 9 марта 1997 года. В ходе стрельбы погибло 6 курсантов и ещё двое были ранены.

## Ход событий
В ночь с 8 на 9 марта на охрану территории училища заступило отделение первокурсников. Около 7 часов в караульное помещение вошёл 18-летний курсант Сергей Лепнев с автоматом. Когда командир взвода капитан Геннадий Иванов поинтересовался у него, что случилось, Лепнев открыл стрельбу по людям. В результате этого Иванов и пятеро курсантов были убиты, ещё двое получили множественные ранения. Когда Лепнев подошёл "добить" Павла Григорьева, в его магазине закончились патроны. После этого Лепнев и другой курсант Сергей Арефьев, который наблюдал за расстрелом, взяли находящиеся в караулке два автомата, 180 патронов и скрылись в лесу.
Около 17 часов того же дня сотрудники милиции выяснили, что преступники скрываются в одном из домов города. После переговоров, в которых участвовала и мать Лепнева, преступники сдались.

## Расследование
Уголовное дело по факту расстрела возбудила прокуратура Северо-Кавказского военного округа. Военный прокурор камышинского гарнизона заявил, что преступление было спланированным. Так, у задержанного была обнаружена схема караульного помещения и его дневник с записью о том, что он был недоволен «высокой требовательностью командира взвода». Также было обнаружено письмо, которое Лепнев отправил своей девушке за несколько дней до событий, в котором содержится признание о планируемом расстреле.
Первоначально следователи предполагали, что Лепнев психически нездоров. После задержания его отправили на психиатрическую экспертизу.

## Суд
Суд Северо-Кавказского военного округа приговорил Арефьева к 3,5 годам колонии, а Лепнева — к смертной казни, замененной из-за моратория на 25 лет строгого режима. Отбывая наказание в колонии «Белый лебедь», в марте 2021 попытался выйти по УДО. Вышел на свободу 7 марта 2022 года

## Убийца
Сергей Лепнев с ранних лет имел тягу к смерти. За всю жизнь у него было пять попыток самоубийства, первая в 12-13 лет. В подростковые годы увлекался чтением литературы на тему магии и занимался колдовством. Писал фантастические произведения, некоторые из них были опубликованы. В разговоре с психиатром Юрием Антоняном отмечал, что очень любил природу и уединение, и не любил веселье и общество людей. Окончив 10 классов, поступил в училище, там учился хорошо и каждый месяц получал благодарности. За полгода до стрельбы написал в сочинении, что хочет совершить поступок, с помощью которого смог бы прославиться. 
Женился, находясь в тюрьме, есть ребёнок.